# Patrice Quéréel
Patrice Quéréel (14 septembre 1946 à Rouen - 20 février 2015 à Dieppe) est un artiste et écrivain d'inspiration dadaïste. Il est également reconnu pour son action en faveur de la sauvegarde du patrimoine rouennais.

## Biographie
Patrice Quéréel est président de l'association Paquebot Gambetta qui cherche à défendre le patrimoine du XXe siècle en Normandie, et de la Fondation Marcel Duchamp.
En 2002, il crée un cimetière de l'art à Nolléval.
En février 2018, une exposition, Marcel Duchamp, Patrice Quéréel, indigènes, lui est consacrée à la bibliothèque Simone-de-Beauvoir à Rouen.

## Publications
- La Modification de Michel Butor, Paris, Hachette, coll. « Poche critique », 1973, 94 p.
- Au feu, les manuels : l'idéologie dans les manuels de lecture à l'école élémentaire, Paris, Édilig, coll. « Les Cahiers de l'Éducation permanente », 1982 (ISBN 978-2-85601-004-4)
- « Le rire monumental », Études normandes, no 3,‎ 1994, p. 75-84 (lire en ligne)
- La Ville évanouie - Rouen : un demi-siècle de vandalisme (préf. Guy Pessiot), Saint-Aubin-lès-Elbeuf, Page de Garde, 1999, 381 p. (ISBN 2-84340-108-9)
- Prendre Duchamp à R(r)ouen, Saint-Aubin-lès-Elbeuf, Page de Garde, 2000
- Rue du chant de foire aux boissons, C’est la faute aux copies, 2000
- Tabous : précit, Rouen, Le Veilleur de proue, 2000, 100 p. (ISBN 978-2-912363-36-7)
- XXe un siècle d'architectures à Rouen (préf. Patrice Pusateri et Michel Nouvellon), Rouen, ASI, 2001, 157 p. (ISBN 2-912461-03-0)
- « XXe siècle. "Patrimoine populaire" : un oxymore ? », Études normandes, no 1,‎ 2001, p. 97-104 (lire en ligne)
- Le Dernier Signe de Duchamp, Yvetot, Galerie Duchamp, 2001 (ISBN 978-2-912922-14-4)
- « A la santé du Chai. Coup de gueule de Patrice Quéréel », Études normandes, no 3,‎ 2005, p. 25-30 (lire en ligne)
- Rouen érotique (photogr. Serge Périchon), Rouen, Le Perroquet bleu, 2006, 184 p. (ISBN 978-2-9524353-2-1)
- Tout pour la gueule : Rouen 1952, une mission photographique en secteur prolétarien, Rouen, ASI, 2006, 221 p. (ISBN 978-2-912461-10-0)
- Le Rire à la rouennaise, PTC, 2008 (ISBN 978-2-35038-035-3)
- Rouen pot de chambre : les 100 raisons d'une légende, Rouen, Le Perroquet bleu, 2011, 82 p. (ISBN 978-2-9524353-5-2)
- Marcel Duchamp : l'indigène, Rouen, Éditions des Falaises, 2014, 159 p. (ISBN 978-2-84811-220-6)[3]